# Bimenes
Bimenes es un concejo español de la comunidad autónoma del Principado de Asturias. Limita al norte con Siero y Nava, al sur con Laviana y San Martín del Rey Aurelio, al este con Nava y al oeste de nuevo con San Martín del Rey Aurelio y Siero.
Está situado en la zona centro oriental de Asturias. Su capital es Martimporra, a una distancia de 32 kilómetros de Oviedo y sus principales vías de comunicación son la carretera regional AS-119, que comunica el concejo con Lieres (Siero) y El Entrego; la comarcal AS-251, que sigue paralela al curso fluvial del río Pra hasta Nava y la local de 1.º orden AS-382, que asciende hasta el límite con San Martín del Rey Aurelio y Laviana para descender hasta Barredos.
Cuenta con una población de 1679 habitantes (INE 2020). Los núcleos más poblados de este concejo son, por este orden: San Julián, Suares, Taballes, Rozaes, Piñera y Melendreros.

## Toponimia
Según el decreto 117/2005 de 17 de noviembre de 2005, publicado en el BOPA del 2 de diciembre de 2005 el concejo aprobó el expediente de revisión de los nombres de todos los lugares, pasando a ser las formas oficiales en todos los casos la denominación en asturiano salvo en el de Santuyano/San Julián, en que se mantuvo la forma bilingüe. 
El gentilicio de los habitantes de Bimenes es yerbatu/a. Al parecer se debe a que era gente de este concejo los que proveían de hierba a las empresas mineras de la época, para alimentar a las mulas, encargadas de tirar de los vagones que sacaban el carbón de las minas. 
Cuando estas personas llegaban para vender la hierba (yerba en asturiano), los compradores solían decir "Coime! Yá tan equí los de la yerba, yá tan equí los yerbatos".

## Historia

### Prehistoria y Edad Antigua
Sus primeras noticias fueron de asentamientos humanos del Neolítico, que dejaron sus testimonios en tumbas tumulares, como son las de Piedrafita, o las de Lancosa. Anteriormente, no hay vestigios de la ocupación paleolítica.
Los castros, fueron localizados en el Pico Castiello, donde se encontraron restos de cerámica romana, cerca de las minas de Melendreros. También fueron encontrados otros dos castros, el de La Millar y el de Santa Catala. No se puede descartar que estos asentamientos siguieran bajo la ocupación romana, pero no hay restos que lo testifiquen.

### Edad Media
En la época medieval, hay escasez de fuentes escritas, aunque tenemos referencia de una donación conservada en el monasterio de San Vicente en Oviedo de 1161, por la que Didaco Petri da a su esposa una heredad de su propiedad en Ulimenes. Ya al final del medievo, estas tierras formaban parte de las posesiones de los Noreña, a cuyo linaje pertenecía don Rodrigo Álvarez de Asturias, poderoso magnate de esta familia, que en su testamento transfiere al monasterio de San Vicente de Oviedo la jurisdicción y el dominio sobre las tierras de Bimenes, salvo las yuguerías de Santo Millano y Fontoria que pasarían al monasterio de Santa María de Vega. El dominio de San Vicente es casi completo sobre el municipio, manteniendo su predominio hasta 1583, en el que su señorío fue redimido a sus habitantes, que pagaron 800.000 maravedíes quedando libres y pasando a constituir concejo independiente y a integrarse en la Junta General del Principado, dentro del partido llamado de la obispalía, aunque nunca había estado bajo el señorío episcopal.

### Edad Contemporánea
En el siglo XIX, el sector libre formado por la nobleza cuenta con unos cotos importantes, como fueron: el coto de Taballes perteneciente al marqués de Estrada, con una extensión de 4000 días de bueyes y el coto de Melendreros, perteneciente al conde de Nava, de más extensión, 4200 días de bueyes. Todo esto cambiará con la entrada del siglo XX, que traerá grandes transformaciones, sobre todo administrativas, desapareciendo todos los cotos señoriales e incorporándose a la jurisdicción ordinaria. Otras transformaciones fueron las económicas, empezando por las actividades mineras, con pequeñas minas superficiales, como las del Pinganón o Los Malatos en la parroquia de Suares, explotadas mediante pequeñas galerías.
Hay nuevos proyectos, como el establecimiento del ferrocarril de vía estrecha, que permitirá acercar el carbón de Bimenes a los puertos costeros. La llegada del ferrocarril, traerá un cambio en las explotaciones mineras, con apertura de pozos mucho más profundos, y una compleja red de galerías subterráneas, pero no comparables a las minas de las cuencas del Caudal y del Nalón, que llegaron a degradar su tradicional paisaje.
Todas estas transformaciones trajeron muchos cambios, y entre estos, los cambios sociales. Así, los movimientos obreros arraigaron con fuerza y en el siglo XX marcarían la historia de este concejo. En la Guerra Civil, Bimenes quedó enclavado en la zona republicana del Frente Norte hasta que, en 1937, este cayó. Tras la postguerra el desarrollo del municipio estuvo relacionado con el desarrollo de la minería en los concejos vecinos.
Bimenes proviene del latín vinies. En esta zona se aposentaron tribus nómadas ganaderas y comenzaron la explotación de la minería a muy pequeña escala y en explotaciones superficiales.
El 4 de julio de 1997, el Ayuntamiento de Bimenes, dirigido por Joaquín García (IU) protagonizó un hecho histórico al declarar la oficialidad del asturiano dentro del concejo, originando una reacción de diversos concejos donde también salen adelante mociones que decretan explícitamente la cooficialidad: Morcín, Castrillón, Caso, Teverga, Laviana, Langreo y Llanera. Finalmente, el Tribunal Superior de Justicia del Principado declara nulas todas las mociones, estipulando que la competencia lingüística es únicamente suya. Pese a todo, desde entonces, todos los veranos se celebra en Bimenes la Fiesta de la Oficialidá, en conmemoración de aquellos hechos.

## Demografía
Bimenes cuenta con una población de 1649 habitantes (INE 2024).
| Gráfica de evolución demográfica de Bimenes entre 1842 y 2021                                                       |
| |
| Población de derecho según los censos de población del INE Población de hecho según los censos de población del INE |

Bimenes, fue de los primeros concejos que se dedicó a explotar sus recursos carboníferos, aunque desde hace varios años vive un periodo de fuerte recesión, no sólo en la minería sino también en la agricultura. Esto trajo otra consecuencia, que fue una disminución demográfica de gran tamaño. Si la población a principios del siglo XX era de 2891 habitantes, a mediados del siglo llegó a su cota máxima de 4550 habitantes, descendiendo lentamente hasta hoy en día que tiene 1737 habitantes.
Su población se distribuye en caseríos, que están concentrados en el valle del río Pra. Algo a destacar es el grado de envejecimiento de sus mujeres, de las que una de cada tres tiene más de 60 años, pero en general su población adulta representa el 50% de la población del concejo, repercutiendo en su economía, ya que dejaron de trabajar las tierras que era un motor económico importante del concejo. Todo esto fue debido a una emigración que fue cambiando a diferentes sitios según la demanda en cada época. Así desde finales del siglo XIX, la emigración fue a diferentes países de América, a principios del siglo XX, la demanda de mano de obra estaba en Europa Central, que fue su segundo destino, para cambiar en los últimos años, a un destino un poco más favorable, como fueron los concejos más industrializados de Asturias, nos referimos a Gijón, a Siero, a Navia y a otros lugares de las cuencas mineras.

## Economía
Sólo existe una actividad económica de cierto relieve, que es la de bienes y servicios, cuya misión es satisfacer las necesidades de su población, pero que obtiene su dinero en otros concejos.

## Administración y política

### Gobierno municipal
En el concejo de Bimenes, desde 1979, el partido que más tiempo ha gobernado, ha sido IU de la mano del alcalde, Joaquín García. El actual alcalde es Aitor García Corte quien lleva 3 mandatos consecutivos como regidor, dos de ellos con amplia mayoría absoluta. Pertenece al partido Asturianistas por Bimenes, sucesor del PAS, siendo Bimenes el único concejo con un alcalde del mencionado partido.
| Periodo   | Nombre                     | Partido | Partido                                    |
| --------- | -------------------------- | ------- | ------------------------------------------ |
| 1979-1987 | Joaquín García Gutiérrez   |         | Partido Comunista de España (PCE)          |
| 1987-1999 | Joaquín García Gutiérrez   |         | Izquierda Unida (IU)                       |
| 1999-2002 | Arturo Ordóñez Sánchez     |         | Federación Socialista Asturiana (FSA-PSOE) |
| 2002-2003 | José Emilio González Aller |         | Federación Socialista Asturiana (FSA-PSOE) |
| 2003-2012 | José Emilio González Aller |         | Bloque Independiente de Bimenes (BIB)      |
| 2012-2015 | Alejandro Canteli Rozada   |         | Bloque Independiente de Bimenes (BIB)      |
| 2015-act. | Aitor García Corte         |         | Partíu Asturianista (PAS)                  |

| Partido político    | Partido político                                                                | 1979   | 1983   | 1987   | 1991   | 1995   | 1999   | 2003   | 2007   | 2011   | 2015   | 2019   | 2023   |
| Partido político    | Partido político                                                                | Ediles | Ediles | Ediles | Ediles | Ediles | Ediles | Ediles | Ediles | Ediles | Ediles | Ediles | Ediles |
|                     | Asturianistas por Bimenes (AB)                                                  | —      | —      | —      | —      | —      | —      | —      | —      | —      | —      | 6      | 7      |
|                     | Federación Socialista Asturiana (FSA-PSOE)                                      | 4      | 3      | 4      | 3      | 3      | 3      | 1      | 1      | 0      | 4      | 2      | 1      |
|                     | Alianza Popular (AP)-Partido Popular (PP)                                       | 0      | 2      | 1      | 2      | 2      | 2      | 1      | 0      | 0      | 0      | 0      | 0      |
|                     | Partido Comunista de España (PCE)-Izquierda Unida (IU)-Bloque por Asturies (BA) | 4      | 6      | 6      | 6      | 6      | 3      | 2      | 1      | 1      | 1      | 1      | 1      |
|                     | Unión Renovadora Asturiana (URAS)-Partíu Asturianista (PAS)                     | —      | —      | —      | —      | 0      | 0      | 1      | 0      | 1      | 3      | —      | —      |
|                     | Xente Yerbato                                                                   | —      | —      | —      | —      | —      | —      | —      | —      | —      | 1      | —      | —      |
|                     | Bloque Independiente de Bimenes (BIB)                                           | —      | —      | —      | —      | —      | —      | 3      | 7      | 7      | —      | —      | —      |
|                     | Unión de Centro Democrático (UCD)-Centro Democrático y Social (CDS)             | 3      | 0      | 0      | —      | —      | —      | —      | —      | —      | —      | —      | —      |
|                     | Partido Democrático de la Nueva Izquierda (PDNI)                                | —      | —      | —      | —      | —      | 3      | —      | —      | —      | —      | —      | —      |
|                     | Bimenes Social Demócrata (BISODE)                                               | —      | —      | —      | —      | —      | —      | 3      | —      | —      | —      | —      | —      |
| Total de concejales | Total de concejales                                                             | 11     | 11     | 11     | 11     | 11     | 11     | 11     | 9      | 9      | 9      | 9      | 9      |

### Organización territorial
Bimenes se divide en tres parroquias, nombres oficiales entre paréntesis:
- San Emeterio (Santu Medero)
- San Julián (Santuyano/San Julián)
- Suares

## Cultura

### Patrimonio
Bimenes tiene un importante legado histórico, repartido entre iglesias, capillas, palacios, y casas. Entre ellas destacaremos:
- La iglesia de San Julián, de cruz latina que estaba rodeada por tres lados por un pórtico que ha sido eliminado. Fue construida en el siglo XIX, con las características del templo típico asturiano. Construcción desornamentada, donde sólo destaca el contraste entre el muro revocado y las molduras de las cornisas en piedra.

- La capilla de Santa Bárbara y su casa rectoral. La capilla es cuadrada, con portal adintelado y frontón triangular, no tiene ventanas y sólo dispone de una única saetera. Al lado izquierdo está adosada la casa rectoral, construida en mampostería y sillares para puertas y balcones, estando en la actualidad en muy mal estado de conservación.

- El palacio de Martimporra, es él edificio más importante del concejo. Construido por el marquesado de Villapanes, perteneciendo después al marquesado de Estrada. Tiene planta cuadrada y dos pisos. La fachada principal está marcada por dos torres en los laterales, cuatro balcones y una puerta principal con frontón triangular abierto, donde está el escudo familiar. Hay que destacar el corredor de madera en un lateral y que es de carácter popular. La capilla está situada a la entrada de la finca, tiene planta rectangular y nave única dividida en dos tramos con bóveda. En un lateral está adosada la sacristía, tiene dos entradas que son sencillas. El conjunto está declarado Monumento Histórico Artístico.

- Conjunto casa capilla de Careaga. La casa es de planta cuadrada con dos pisos y ático. En la fachada principal destaca un corredor de madera con dos cuerpos laterales, las ventanas son pequeñas, sobre la ventana izquierda está el escudo de los Nava. La capilla es de un solo hueco y su construcción es la clásica rural.

- La casa torre, construida en los siglos XIV y XV, es una gran torre maciza a la que luego se añade una vivienda de gruesos muros. En la parte trasera tiene un corredor de madera típico rural, este conjunto es Monumento Histórico Artístico.

- La casa Consistorial, sustituye a otra anterior de menor tamaño, es una mezcla de estilo funcional y montañés. Construida en piedra arenisca y madera para los aleros del tejado, tiene forma de “L” con una torre alta, con escudo y balcón todo ello en la fachada principal. En los laterales dos cuerpos, uno con dos alturas y el otro con una.

- Otros edificios a destacar son: la casa Sindical, el economato de HUNOSA y la biblioteca.

### Fiestas
Sus principales fiestas son:
- Tercer domingo de junio: Feria caballar del Recimuru.
- El sábado más cercano al 24 de junio: San Xuan en Taballes.
- El último domingo de junio: Fiesta de Santa María de Suares.
- Primer sábado de julio: Fiesta de la Oficialidá (en conmemoración de la declaración de oficialidad del asturiano en el municipio).
- Tercer fin de semana de julio: San Diego en La Fontanina.
- El último domingo de julio: la romería del Pastor y el Montañero que se celebra en Fayacaba (Peña Mayor).
- El fin de semana más cercano al 15 de agosto: San Cipriano en Rozaes.
- El domingo siguiente al 8 de septiembre: Virge de La Velía.
- El tercer fin de semana de octubre: Nuestra Señora del Rosario en Santuyano.
- Primer fin de semana de diciembre: Xornaes del Gochu (Jornadas del Cerdo) y las Fiestas de Santa Bárbara en Piñera.